# José Antônio Tauil
José Antonio Tauil, mais conhecido como Tauil ou Gato  (Campinas, 29 de maio de 1945), atuou como gerente de produção e produtor executivo em grandes obras da teledramaturgia brasileira. Também atuou como diretor no curta Homo Sapiens